# بخش سن-کلود
بخش سن-کلود (به فرانسوی: Arrondissement de Saint-Claude) یک بخش در فرانسه است که در ژورا واقع شده‌است.